# 米羅斯瓦維茨
米羅斯瓦維茨是波蘭的城鎮，位於該國西北部，距離波蘭空軍基地5公里，由西波美拉尼亞省負責管轄，面積2.13平方公里，海拔高度120米，2006年人口2,633。

## 外部連結
- Official town webpage （页面存档备份，存于）

53°20′N 16°06′E / 53.333°N 16.100°E